# Panhard AML
Panhard AML – francuski lekki, kołowy (4x4) samochód pancerny. Głównym uzbrojeniem wozu jest armata czołgowa AML 90 kalibru 90 mm lub moździerz AML 60 kalibru 60 mm. Wóz wyposażony jest nowoczesny sprzęt telekomunikacyjny oraz noktowizor.

## Historia
W latach 50. XX wieku, armia francuska posługiwała się samochodem opancerzonym Daimler Ferret produkcji brytyjskiej. Jednakże Armée de terre postanowiła wprowadzić do użytku rodzimą produkcje. Zadania produkcji nowego samochodu pancernego podjęła się firma Panhard, która rozpoczęła produkcje samochodu AML w 1960 roku. Od tego czasu zbudowano ponad 4000 maszyn w różnych wersjach. Samochód pancerny AML jest używany w ponad 30 krajach na całym świecie. Najwięcej egzemplarzy poza Francją posiada Południowa Afryka, która zakupiła ponad 1300 pojazdów Panhard AML. Oprócz tego RPA uzyskała licencję na budowę tych pojazdów i produkowała je pod nazwą Eland Mk7.

## Warianty
- AML 60 – wersja z moździerzem kalibru 60 mm oraz karabinem maszynowym kalibru 7,62 mm.
- AML 60 HE 60-7 – wersja z moździerzem kalibru 60 mm oraz dwoma karabinami maszynowymi kalibru 7,62 mm.
- AML 60 HE 60-12 – wersja z moździerzem kalibru 60 mm oraz karabinem maszynowym kalibru 12,7 mm.
- AML 60 HE 60-20 – wersja z moździerzem kalibru 60 mm oraz armatą kalibru 20 mm.
- AML 60 S530 – wersja przeciwlotnicza wyposażona w 20 mm armatę przeciwlotniczą. Wersja ta obecnie jest użytkowana przez Wenezuelę.
- AML 90 – wersja z 90 mm armatą czołgową.
- AML 90 Lynx – wersja z 90 mm armatą czołgową oraz sprzętem noktowizyjnym.
- Eland 60 – Południowoafrykańska wersja pojazdu AML 60 HE 60-7.
- Eland 90 – Południowoafrykańska wersja pojazdu AMX 90 Lynx.
- AML 20 –  Wersja używana przez Armię Irlandzką. Wyposażona w armatę kalibru 20 mm.

## Użytkownicy
Algieria, Arabia Saudyjska, Argentyna, Bahrajn, Benin, Birma, Burkina Faso, Burundi, Czad, Dżibuti, Gabon, Ekwador, Egipt, Hiszpania, Irak, Irlandia, Jemen, Kenia, Liban, Lesotho, Malawi, Malezja, Mauretania, Meksyk, Maroko, Nigeria, Polisario, Portugalia, Południowa Afryka, Rwanda, Salwador, Senegal, Somaliland, Sudan, Togo, Tunezja, Wenezuela, Wybrzeże Kości Słoniowej, Zjednoczone Emiraty Arabskie oraz Zimbabwe

## Użycie bojowe
Podczas wojny o Falklandy, 12 argentyńskich samochodów AML H-90 zostało w kwietniu 1982 roku przerzucone do Port Stanley na zdobytych Falklandach (osiem z nich samolotami C-130). Utworzyły tam grupę manewrową i wzięły udział w walkach 13-14 czerwca  z atakującymi brytyjskimi siłami. Jeden rozbito na lotnisku, prawdopodobnie trafieniem z armaty morskiej, pozostałe zostały zdobyte (jeden trafił później do Tank Museum w Bovington).

## Galeria

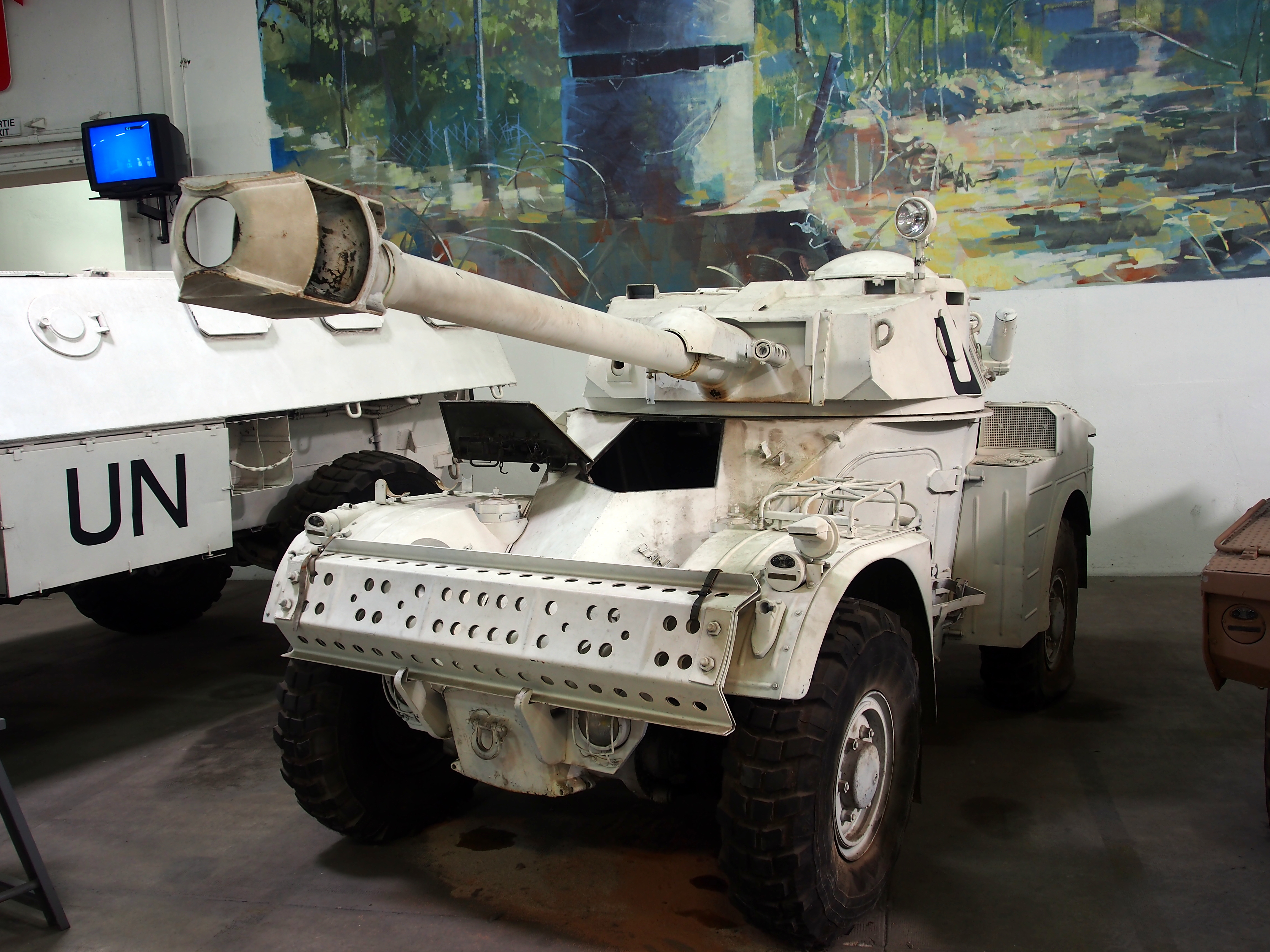
Panhard AML w barwach ONZ
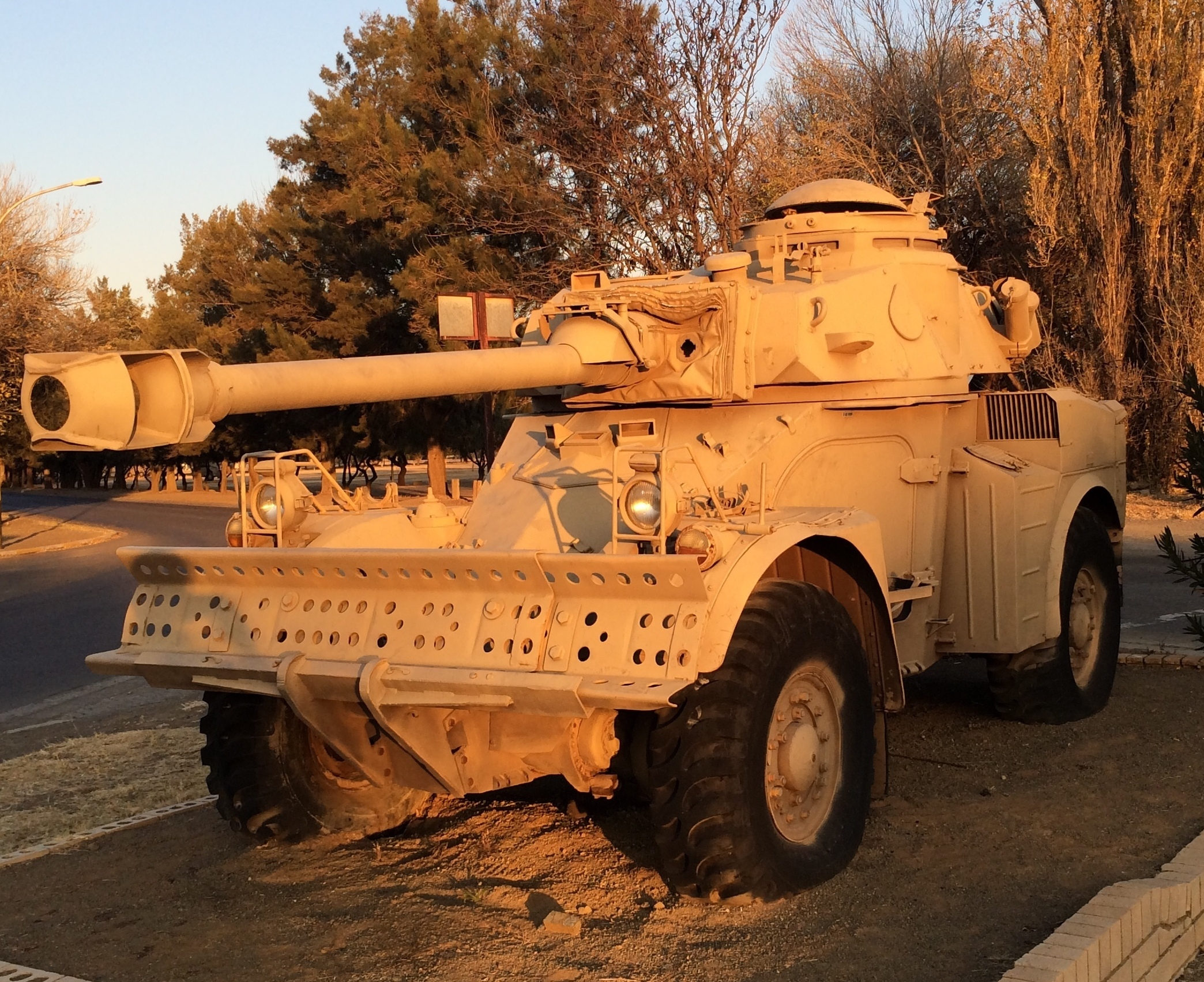
Eland Mk7
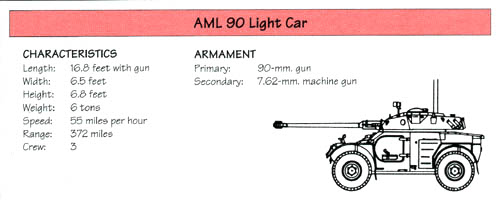
AML-90 tablica techniczna